# فهرست دانشگاه‌ها در جمهوری آذربایجان
- دانشگاه‌های دولتی
  - دانشگاه دولتی سومقاییت
  - دانشگاه دولتی نخجوان
  - موسسه پلی‌تکنیک مینگه‌چویر
  - دانشگاه دولتی گنجه
  - دانشگاه دولتی باکو
  - دانشگاه اسلاو باکو
  - دانشگاه دولتی فرهنگ و هنر آذربایجان
  - دانشگاه زبان آذربایجان
  - دانشگاه دولتی اقتصاد آذربایجان
  - دانشگاه دولتی لنکران
  - دانشگاه فنی آذربایجان
  - دانشگاه علوم پزشکی آذربایجان
  - دانشگاه معماری و ساختمان‌سازی آذربایجان
- دانشگاه‌های خصوصی
  - دانشگاه خصوصی آذربایجان
  - دانشگاه خزر
  - دانشگاه ادلار یوردو
  - دانشگاه قفقاز
  - دانشگاه خصوصی نخجوان
  - دانشگاه غرب
- آکادمیها
  - آکادمی موسیقی باکو
  - آکادمی دولتی نفت آذربایجان
  - آکادمی دولتی نیروی دریایی آذربایجان
  - آکادمی دیپلماتیک آذربایجان
  - آکادمی مدیریت عمومی
  - آکادمی دولتی کشاورزی آذربایجان
- دانشگاه‌های منحل شده
- دانشگاه بین‌المللی آذربایجان
- دانشگاه پلی‌تکنیک باکو